# Risikostrukturausgleich
Der Risikostrukturausgleich (RSA) ist ein finanzieller Ausgleichsmechanismus in sozialen Krankenversicherungssystemen mit Wahlfreiheit zwischen den Krankenkassen. Um das Problem der Risikoselektion zu mindern, bezahlen entweder Krankenversicherer mit einer „guten“ Risikostruktur ihrer Versicherten Ausgleichszahlungen an Versicherer mit einer „schlechten“ Risikostruktur oder jene mit der „guten“ Risikostruktur erhalten geringere Zuweisungen von einer zentralen Stelle als solche mit einer „schlechten“ Risikostruktur. In der deutschen gesetzlichen Krankenversicherung (GKV) ist ein Risikostrukturausgleich seit 1994 eingeführt.

## Versicherungstheoretischer und gesundheitssystembezogener Hintergrund
In mehreren Ländern mit gesetzlichen Krankenversicherungssystemen ist den Versicherten seit Beginn der 1990er Jahre Wahlfreiheit zwischen den Krankenkassen eingeräumt worden oder bislang nur begrenzt bestehende Wahlmöglichkeiten wurden ausgebaut. Diese Wahlfreiheit auf Seiten der Versicherten geht dabei typischerweise einher mit einem staatlichen vorgeschriebenen Kontrahierungszwang auf Seiten der Krankenkasse. Beispiele sind neben Deutschland etwa die Niederlande, Belgien, Schweiz, Israel, Tschechien und die Slowakei. In diesen Ländern besteht ein Wettbewerb zwischen den Krankenkassen um die Versicherten. Gleichzeitig hat der Gesetzgeber in diesen Ländern die Möglichkeiten der Krankenkassen zur Beitragsgestaltung stark reguliert: Sie müssen entweder einkommensabhängige Beiträge erheben (wie bis Ende 2008 und wieder ab 2015 in Deutschland) oder eine Gesundheitsprämie (wie in der Schweiz), oder es finden Mischsysteme aus einkommensabhängigen Beiträgen und Gesundheitsprämien Anwendung (wie etwa in den Niederlanden oder Belgien und zwischen 2009 und 2014 auch in Deutschland, wo die Gesundheitsprämien-Komponente „einkommensunabhängiger Zusatzbeitrag“ genannt wird). Die finanzielle Situation der Krankenkassen würde in dieser Situation stark von ihrer Versichertenstruktur abhängen. Damit hätten die Krankenkassen ein ausgeprägtes Interesse, bestimmte Versicherte in ihren Beständen zu haben, andere hingegen nicht – sie würden mit anderen Worten versuchen, Risikoselektion zu betreiben, oder sich zumindest Tendenzen der Versicherten zur Selbstselektion zunutze machen.
Um diese Anreize zu neutralisieren, sind in allen Ländern mit Wahlfreiheit zwischen gesetzlichen Krankenversicherungen und Beschränkung der Prämienkalkulation durch den Gesetzgeber Risikostrukturausgleiche eingeführt worden; teilweise haben auch private Krankenversicherungsmärkte solche Mechanismen eingeführt, etwa in verschiedenen Segmenten des durch Arbeitgeber gestalteten Krankenversicherungsmarktes der USA oder in der Managed-Care-Komponente der US-amerikanischen Rentnerkrankenversicherung Medicare; auch im Rahmen des Affordable Care Acts, dem Kern der Gesundheitsreform durch den US-Präsidenten Barack Obama, wird ein Risikostrukturausgleich zum Ausgleich der Belastungen der miteinander konkurrierenden Krankenversicherer durchgeführt. Auch die internationale gesundheitsökonomische und versicherungstheoretische Literatur empfiehlt dieses Instrument, wenn in wettbewerblichen Krankenversicherungssystemen Solidarziele realisiert werden sollen.
Die genaue Ausgestaltung des Risikostrukturausgleichs hängt von dem jeweiligen Finanzierungssystem der Krankenversicherung ab. In der internationalen Diskussion wird insbesondere zwischen sogenannten „internen“ und „externen“ Ausgleichssystemen unterschieden, je nachdem, wie die Beitragszahlung in der gesetzlichen Krankenversicherung organisiert ist. Zahlen die Versicherten ihre Beiträge an die Krankenkassen (wie in der Schweiz), findet zwischen diesen Kassen ein „interner“ Risikostrukturausgleich statt: Kassen mit „guten Risiken“ zahlen an Kassen mit „schlechten Risiken“. Zahlen die Beitragszahler die Beiträge hingegen an einen (in Beziehung zu den Kassen „externen“) „Gesundheitsfonds“ (wie etwa in den Niederlanden oder Belgien), zahlt dieser risikoadjustierte Pauschalen an die Krankenkassen für ihre Versicherten aus. Mit der durch die Gesundheitsreform 2007 (Gesetz zur Stärkung des Wettbewerbs in der Gesetzlichen Krankenversicherung – GKV-WSG) beschlossenen Einführung eines Gesundheitsfonds ab 2009 ist der Risikostrukturausgleich in Deutschland vom „internen“ Modell zum „externen“ Modell umgestaltet worden.
In der Versicherungstheorie und Gesundheitsökonomie wird als Alternative zu einem Modell wettbewerblicher Krankenversicherung mit nicht-risikobezogenen Beiträgen und Risikostrukturausgleich diskutiert, dass die Krankenversicherer risikobezogene Beiträge erheben könnten. Versicherte, die aufgrund ihres Einkommens oder ihres Gesundheitszustandes die daraus resultierenden Beiträge zur Krankenversicherung nicht bezahlen können, würden einen Zuschuss aus Steuermitteln erhalten. Den Übergang zu einem solchen Modell hat in Deutschland etwa der Verband Forschender Arzneimittelhersteller vorgeschlagen. Keine der politischen Parteien in Deutschland hat sich dieses Modell bislang zu eigen gemacht; vielmehr gilt es als Ausdruck des „Solidarprinzips“, dass die Beitragszahlungen der einzelnen Versicherten nicht mit ihrem gesundheitlichen Risiko verknüpft sind.

## Risikostrukturausgleich in der deutschen gesetzlichen Krankenversicherung
Der Risikostrukturausgleich (RSA) der gesetzlichen Krankenversicherung ist ein 1994 eingeführter Finanzausgleich zwischen allen gesetzlichen Krankenkassen mit Ausnahme der landwirtschaftlichen Krankenkassen. Er hatte einen Vorläufer in dem 1977 durch das Krankenversicherungs-Kostendämpfungsgesetz eingeführten Finanzausgleich zum Ausgleich der unterschiedlichen Belastungen der Krankenkassen in der Krankenversicherung der Rentner. Seine Einführung wurde 1992 in Lahnstein als Teil einer großen Gesundheitsreform zwischen der CDU und der SPD vereinbart und war eine flankierende Maßnahme für die ab 1996 geltende freie Kassenwahl und den dadurch verstärkten Wettbewerb zwischen den Krankenkassen um gute Risiken. Die Rechtsgrundlage für den RSA bilden im Wesentlichen die §§ 265–273 SGB V. Die konkreten Bedingungen seiner Durchführung werden durch die „Verordnung über das Verfahren zum Risikostrukturausgleich in der gesetzlichen Krankenversicherung (Risikostruktur-Ausgleichsverordnung – RSAV)“ vom 3. Januar 1994 (BGBl. I S. 55) geregelt. Eine größere Reform des RSA wurde 2002 vorgenommen. Mit Einführung des Gesundheitsfonds zum Jahresbeginn 2009 wurde der RSA grundsätzlich umgestaltet. Eine weitere erhebliche Reform wurde im Februar 2020 vom Bundestag beschlossen.

## Ausgleichssystem von 1994 bis 2001
Der RSA soll Nachteile ausgleichen, die sich durch die unterschiedliche Versichertenstruktur bei den einzelnen Krankenkassen und Kassenarten ergeben. Bei der Einführung des RSA ging man davon aus, dass die Unterschiede in der Versichertenstruktur zwei Dimensionen annehmen:
1. Einnahmenseitig: Da die Mitglieder ihre einkommensabhängigen Beiträge an die Krankenkassen zahlten, bewirkten Unterschiede in den durchschnittlichen Einkommen je Versicherten entsprechende Vor- oder Nachteile: Krankenkassen mit unterdurchschnittlichen Einkommen ihrer Mitglieder mussten für die gleichen Ausgaben höhere Beitragssätze kalkulieren als Krankenkassen mit überdurchschnittlichen Einkommen ihrer Mitglieder. Entsprechend sah der sogenannte „Finanzkraftausgleich“ im RSA vor, dass Krankenkassen mit überdurchschnittlichen Einkommen ihrer Versicherten an Kassen mit unterdurchschnittlichen Einkommen je Versicherten Zahlungen leisteten, mit denen die Wirkungen dieser Einkommensunterschiede zu rund 92 % ausgeglichen wurden.
2. Ausgabenseitig: Zum damaligen Kenntnisstand ging man insbesondere davon aus, dass Vor- und Nachteile von Krankenkassen aus der Alters- und Geschlechtsverteilung der Versicherten entstünden, da jüngere Versicherte durchschnittlich deutlich geringere Gesundheitsausgaben verursachen als ältere. Entsprechend wurden im Rahmen des sogenannten „Beitragsbedarfsausgleichs“ des RSA Zahlungen von Krankenkassen mit überdurchschnittlichen jungen Versicherten an Kassen mit überdurchschnittlich alten Versicherten geleistet. Ergänzend wurde hierbei berücksichtigt, ob die Versicherten Bezieher von Erwerbsminderungsrenten waren, da diese Personen besonders hohe Gesundheitsausgaben verursachten, ein überdurchschnittlicher Anteil dieser Personen in der Versichertenklientel einer Krankenkasse also zum Nachteil gereichte.

## RSA-Reform von 2001, RSA von 2002 bis 2008
In den Jahren 2000 und 2001 wurde auf Beschluss des Deutschen Bundestages im Zusammenhang mit der Gesundheitsreform 2000 von IGES/Cassel/J. Wasem für das Bundesministerium für Gesundheit ein Gutachten mit einer Bestandsaufnahme und Vorschlägen zur Weiterentwicklung des RSA erstellt. Parallel wurde von K. Lauterbach / E. Wille ein Gutachten für die Spitzenverbände der Krankenkassen erstellt. Aus den Vorschlägen in beiden Gutachten entwickelten die Gutachtergruppen ein gemeinsames Konsenspapier, daraus entwickelte das Ministerium einen Gesetzentwurf für eine RSA-Reform; das Gesetz trat zum 1. Januar 2002 in Kraft.
Wesentliche Inhalte des Gesetzes waren:
1. Die im RSA ausgleichsfähigen Faktoren wurden um die „Einschreibung in ein akkreditiertes strukturiertes Behandlungsprogramm“ erweitert. Dazu wurde der Koordinierungsausschuss in der Krankenversicherung (ein Gremium, dem Vertreter der Ärzte, der Krankenhäuser und der Krankenkassen angehörte – es wurde mit der Gesundheitsreform 2000 installiert und mit der Gesundheitsreform von 2003 wieder abgeschafft, zugunsten des seitdem bestehenden Gemeinsamen Bundesausschusses) beauftragt, geeignete Krankheiten zu bestimmen, die sich für ein solches strukturiertes Behandlungsprogramm (Disease-Management-Programm) eignen. Solche Programme sind für Diabetes mellitus Typ 1 und 2, Brustkrebs, Koronare Herzerkrankung, Asthma und chronisch obstruktive Lungenerkrankung (COPD) eingeführt worden. Die Einschreibung in die Programme ist für die Versicherten freiwillig; die Krankenkassen schließen mit den Kassenärztlichen Vereinigungen oder anderen Organisationen von Leistungserbringern Verträge über die Erbringung der Leistungen in den Disease Management Programmen.
2. Für sehr ausgabenintensive Versicherte (mit Jahreskosten oberhalb von – damals – 40.000 DM) wurde ein Risikopool installiert, der die 40.000 DM (Schwellenwert) überschreitenden Ausgaben zu 60 % gemeinsam von allen Krankenkassen finanzierte. Der Schwellenwert wurde jährlich dynamisiert, 2002 und 2003 lag der Wert bei 20.450 €, 2004 und 2005 bei 20.750,74 €, 2006 und 2007 bei 21.051,48 € und zuletzt im Jahr 2008 bei 21.352,21 €.
3. Es wurde beschlossen, ab 2007 die Krankheitslast (Morbidität) zusätzlich als Ausgleichsfaktor im Risikostruktausgleich zu berücksichtigen. Näheres sollte eine Rechtsverordnung der Bundesregierung erlassen, die aber nicht mehr rechtzeitig verabschiedet wurde, so dass bis Ende 2008 die Morbidität nicht im RSA als Ausgleichsfaktor berücksichtigt war.

## Ausgleichssystem ab 2009
Mit dem Gesetz zur Stärkung des Wettbewerbs in der gesetzlichen Krankenversicherung (GKV-WSG) von 2007 hat der Gesetzgeber das Finanzierungssystem der Gesetzlichen Krankenversicherung grundsätzlich umgestaltet, indem er den Gesundheitsfonds eingeführt hat. Der Gesundheitsfonds bedingt unmittelbar eine Umgestaltung des RSA, da die Beitragszahler die Beiträge nunmehr über die Krankenkassen an den Gesundheitsfonds entrichten. Die Notwendigkeit eines einnahmenseitigen Ausgleichs (dem bisherigen Finanzkraftausgleich) entfällt damit, da die Krankenkassen mit überdurchschnittlichen Einkommen ihrer Versicherten daraus keinen unmittelbaren Vorteil mehr ziehen können. Der Risikostrukturausgleich bezieht sich seit Anfang 2009 daher nur noch auf die Ausgabenseite, indem die Zuweisungen, die die Krankenkassen aus dem Gesundheitsfonds erhalten, nach der Risikostruktur der Versicherten differenziert werden. Entsprechend lautet nunmehr die Überschrift der zentralen gesetzlichen Fundstelle, § 266 SGB V: „Zuweisungen aus dem Gesundheitsfonds (Risikostrukturausgleich)“.
Der Gesetzgeber hat zugleich beschlossen, mit der Einführung des Gesundheitsfonds auch den Übergang zur Morbiditätsorientierung im Risikostrukturausgleich zu vollziehen. Dafür wurde eine Differenzierung der Zuweisungen nach der Einschreibung/Nicht-Einschreibung in Disease-Management-Programme wieder abgeschafft. Die Krankenkassen erhalten allerdings für eingeschriebene Versicherte einen standardisierten Ersatz der ihnen entstehenden Programmkosten; dieser pauschale Ersatz der Programmkosten beträgt 2009 monatlich 15 € je eingeschriebenen Versicherten. Die Zuweisungen an die Krankenkassen aus dem Gesundheitsfonds für die Sachleistungen orientieren sich daher nunmehr an Alter, Geschlecht, Erwerbsminderung und der Morbidität der Versicherten. Für das Krankengeld besteht ein eigenes Modell, das die Morbidität nicht enthält; hier werden seit 2015 die Zuweisungen zur Hälfte nach den tatsächlichen Krankengeld-Ausgaben einer Krankenkasse ermittelt (vgl. § 269 SGB V).
Bei der Orientierung an der Morbidität hat das für die Umsetzung zuständige Bundesamt für Soziale Sicherung sich grundsätzlich an dem im Sommer 2004 von IGES/Karl Lauterbach/Jürgen Wasem vorgelegten Gutachten „Klassifikationsmodelle für Versicherte im Risikostrukturausgleich“ orientiert. Wie in dem Gutachten vorgeschlagen, wird die Morbidität anhand von Diagnosen (Entlass-, Neben- und Sekundärdiagnosen aus dem Krankenhaus, Diagnosen bei der Behandlung durch niedergelassene Ärzte) sowie verordneten Arzneimitteln festgemacht. Einem politischen Kompromiss in der großen Koalition entsprechend, bezieht sich die Morbiditätsorientierung allerdings nicht auf sämtliche Erkrankungen, sondern auf 80 chronische, ausgabenintensive Erkrankungen. Die Krankenkassen werden verpflichtet, regelmäßig die verordneten Arzneimittel und die Diagnosen versichertenbezogen zu erfassen, zu pseudonymisieren und jeweils bis zum 15. August des Folgejahres an das Bundesversicherungsamt zu liefern.
Zur Unterstützung des Bundesversicherungsamtes bei der Entwicklung des morbiditätsorientierten Klassifikationssystems sieht das Gesetz einen Wissenschaftlichen Beirat zur Weiterentwicklung des Risikostrukturausgleiches vor. Dieser Beirat war Anfang 2007 berufen worden; er hatte den Bremer Pharmakoepidemiologen Gerd Glaeske zum Vorsitzenden gewählt. Der Beirat hatte im Dezember 2007 sein diesbezügliches Gutachten vorgelegt. Zu diesem Gutachten gab es eine intensive Diskussion in der Fachöffentlichkeit, da einige große Volkskrankheiten nicht zur Berücksichtigung im morbiditätsorientierten Risikostrukturausgleich (Morbi-RSA) vorgesehen waren. Nachdem das Bundesversicherungsamt von den Vorschlägen des Wissenschaftlichen Beirates teilweise abgewichen war, gab der Beirat im März 2008 seinen Rücktritt bekannt. Ein neuer Beirat wurde im März 2009 berufen und zum Vorsitzenden der Essener Gesundheitsökonom Jürgen Wasem gewählt.
Der Risikopool wurde mit Inkrafttreten des morbiditätsorientierten RSA wieder abgeschafft; letztmals wurde er für das Jahr 2008 durchgeführt.

### Morbi-RSA-Wirksamkeit
Um eine Geldzuweisung aus dem Morbi-RSA zu erhalten, müssen eine Vielzahl von Kriterien erfüllt sein:
1. Der Patient muss von einem Arzt mit einer von 80 vom BVA festgelegten Erkrankungen diagnostiziert und in der entsprechenden Berichterstattung codiert werden.
2. Der Patient muss entweder das sogenannte M2Q-Kriterium (mindestens 2 Quartale) erfüllen (dies bedeutet, dass die unter 1. aufgeführte Codierung bei ambulanter Behandlung zweimal in unterschiedlichen Quartalen erfolgen muss) oder eine der unter 1. genannten Diagnosen als Haupt- oder Nebendiagnose aus einem Krankenhausaufenthalt heraus aufweisen.
3. Der Patient muss mit einem vom BVA bestimmten Medikament bzw. Wirkstoff behandelt werden (gilt nur für einige, nicht für alle Diagnosen).
4. Der Patient muss von dem unter 3. festgelegten Medikament mindestens 183 Tagesdosen erhalten haben (bestimmte chronische Krankheiten) bzw. mindestens 10 Tagesdosen (bestimmte akute Krankheiten).

Wenn diese Kriterien erfüllt sind, wird ein Geldmittelfluss aus dem Gesundheitsfonds im Rahmen des Morbi-RSA ausgelöst. Kritiker dieses Risikostrukturausgleichsmodells befürchten, dass dieses Modell zu zahlreichen Manipulationen führt. So entwickeln einige Krankenkassen derzeit Softwaremodule für Praxen-Softwaresysteme, die ein sogenanntes „upcoding“/„rightcoding“ fördern sollen. So könnte z. B. die Diagnose „Sodbrennen“ (nicht Morbi-RSA wirksam) durch die schwerere Diagnose „Entzündung der Speiseröhre“ (Morbi-RSA wirksam) ersetzt werden. In gleicher Weise könnte die Verschreibung von Morbi-RSA wirksamen Medikamenten gefördert werden, die in der Regel zu den sehr starken und damit nebenwirkungs- und risikoreichen Medikamenten zählen. Hinzu kommt, dass für die Auswertung der oben genannten Kriterien für jeden einzelnen Patienten ein hoher technischer und personeller Aufwand betrieben werden muss, der nach der Aussage von Kritikern zu einer Steigerung der Verwaltungskosten führt.
Der vom Bundesministerium für Gesundheit eingesetzte Wissenschaftliche Beirat zur Weiterentwicklung des Risikostrukturausgleichs hat im September 2011 ein Gutachten zur Wirksamkeit des Morbi-RSA vorgelegt. Es kommt zu dem Ergebnis, dass der Morbi-RSA insgesamt eine deutlich bessere Zielgenauigkeit als der vorangegangene RSA habe. An einzelnen Stellen werden Korrekturen zur weiteren Verbesserung der Zielgenauigkeit vorgeschlagen.

### Diskussion der Verteilungswirkung
Im neuen RSA ab 2009 ist es nicht mehr möglich, zwischen „Zahlern“ und „Empfängern“ von Mitteln aus dem Risikostrukturausgleich zu unterscheiden, da alle Krankenkassen Zuweisungen aus dem Gesundheitsfonds erhalten. Im Ausgleichssystem bis Ende 2008, in dem der Ausgleich zwischen den Krankenkassen stattfand, war eine solche Unterscheidung möglich. Größte Empfänger des RSA waren danach die Allgemeinen Ortskrankenkassen. Diese erhielten 2005 ca. 12,7 Mrd. € Zahlungen aus dem Risikostrukturausgleich; die Knappschaft erhielt 1,6 Mrd. €. Die größten Einzahler waren die Betriebskassen mit ca. 8,9 Mrd. € und die Angestellten- und Arbeiterersatzkassen mit ca. 4,1 Mrd. €. Von den zahlenden Krankenkassen wurde oft ein Überausgleich beklagt. Tatsächlich hatten einzelne AOKs und die Knappschaft, die RSA-Geld erhalten, einen niedrigeren Beitragssatz als zahlende Krankenkassen. Dies hat das Bundesverfassungsgericht in seinem Urteil zum RSA im Jahre 2005 als nicht verfassungswidrig eingestuft.
Der Kritik wird entgegengehalten, dass es nicht Aufgabe des RSA sei, identische Beitragssätze für alle Kassen zu garantieren. Wenn der RSA in einem Wettbewerbsrahmen der gesetzlichen Kassen die Aufgabe hat, gleiche Wettbewerbsbedingungen für alle zu schaffen, dann sollen verbleibende Beitragssatzunterschiede nach Durchführung des RSA ein Bild von der Leistungsfähigkeit der Kasse unter Berücksichtigung der Unterschiede in der Versichertenstruktur geben.